# Alex Morono
Alex Morono (Houston, 16 de agosto de 1990) é um lutador americano de artes marciais mistas, atualmente competindo na divisão dos meio-médios do Ultimate Fighting Championship.

## Carreira no MMA

### Ultimate Fighting Championship
Morono fez sua estreia no UFC contra Kyle Noke no UFC 195. Ele venceu por decisão dividida.
Morono enfrentou James Moontasri em 17 de dezembro de 2016 no UFC on Fox: Waterson vs. VanZant. Morono venceu por decisão unânime.
Morono enfrentou Niko Price no UFC Fight Night 104. Ele perdeu por nocaute no segundo round; entretanto o resultado foi mudado para “no contest” após Price testar positivo para cannabis.
Morono enfrentou Keita Nakamura em 23 de setembro de 2017 no UFC Fight Night: Saint Preux vs. Okami. Ele perdeu por decisão dividida.
Morono enfrentou Joshua Burkman em 18 de fevereiro de 2018 no UFC Fight Night 126. Ele venceu por finalização no primeiro round.
Morono enfrentou Jordan Mein em 28 de julho de 2018 no UFC on Fox: Poirier vs. Alvarez II. Ele perdeu por decisão dividida.
Morono enfrentou Song Kenan em 24 de novembro de 2018 no UFC Fight Night 141. Ele venceu por decisão unânime.
Morono enfrentou Zak Ottow em 9 de março de 2019 no UFC Fight Night: Lewis vs. dos Santos. Ele venceu por finalização no primeiro round.
Morono enfrentou Max Griffin em 12 de outubro de 2019 no UFC Fight Night: Joanna vs. Waterson. Ele venceu por decisão unânime.
Morono enfrentou Kalinn Williams no UFC 247: Jones vs. Reyes. Ele perdeu por nocaute no primeiro round.

## Cartel no MMA
| Cartel no MMA       |             |            |
| 30 lutas            | 22 vitórias | 7 derrotas |
| Por nocaute         | 6           | 2          |
| Por finalização     | 6           | 0          |
| Por decisão         | 9           | 5          |
| Por desqualificação | 1           | 0          |
| No contest          | 1           | 1          |

| Res.    | Cartel   | Oponente                | Método                                | Evento                                      | Data       | Round | Tempo | Local                        | Notas                                                                                      |
| ------- | -------- | ----------------------- | ------------------------------------- | ------------------------------------------- | ---------- | ----- | ----- | ---------------------------- | ------------------------------------------------------------------------------------------ |
| Vitória | 23-8 (1) | Tim Means               | Finalização (guilhotina)              | UFC on ABC: Rozenstruik vs. Almeida         | 13/05/2023 | 2     | 2:09  | Charlotte, Carolina do Norte |                                                                                            |
| Derrota | 22-8 (1) | Santiago Ponzinibbio    | Nocaute (socos)                       | UFC 282: Błachowicz vs. Ankalaev            | 10/12/2022 | 3     | 4:29  | Las Vegas, Nevada            | Luta em Peso Casado.                                                                       |
| Vitória | 22-7 (1) | Matthew Semelsberger    | Decisão (unânime)                     | UFC 277: Peña vs. Nunes 2                   | 16/04/2022 | 3     | 5:00  | Dallas, Texas                |                                                                                            |
| Vitória | 21-7 (1) | Mickey Gall             | Decisão (unânime)                     | UFC on ESPN: Font vs. Aldo                  | 04/12/2021 | 3     | 5:00  | Las Vegas, Nevada            |                                                                                            |
| Vitória | 20-7 (1) | David Zawada            | Decisão (unânime)                     | UFC Fight Night: Brunson vs. Till           | 04/09/2021 | 3     | 5:00  | Las Vegas, Nevada            |                                                                                            |
| Vitória | 19-7 (1) | Donald Cerrone          | Nocaute Técnico (socos)               | UFC on ESPN: Rodriguez vs. Waterson         | 08/05/2021 | 1     | 4:40  | Las Vegas, Nevada            | Performance da Noite.                                                                      |
| Derrota | 18-7 (1) | Anthony Pettis          | Decisão (unânime)                     | UFC Fight Night: Thompson vs. Neal          | 19/12/2020 | 3     | 5:00  | Las Vegas, Nevada            |                                                                                            |
| Vitória | 18-6 (1) | Rhys McKee              | Decisão (unânime)                     | UFC Fight Night: Felder vs. dos Anjos       | 14/11/2020 | 3     | 5:00  | Las Vegas, Nevada            |                                                                                            |
| Derrota | 17-6 (1) | Khaos Williams          | Nocaute (socos)                       | UFC 247: Jones vs. Reyes                    | 08/02/2020 | 1     | 0:27  | Houston, Texas               |                                                                                            |
| Vitória | 17-5 (1) | Max Griffin             | Decisão (unânime)                     | UFC Fight Night: Joanna vs. Waterson        | 12/10/2019 | 3     | 5:00  | Tampa, Florida               |                                                                                            |
| Vitória | 16-5 (1) | Zak Ottow               | Nocaute Técnico (cotoveladas)         | UFC Fight Night: Lewis vs. dos Santos       | 09/03/2019 | 1     | 3:34  | Wichita, Kansas              |                                                                                            |
| Vitória | 15-5 (1) | Kenan Song              | Decisão (unânime)                     | UFC Fight Night: Blaydes vs. Ngannou 2      | 24/11/2018 | 3     | 5:00  | Beijing                      | Luta da Noite.                                                                             |
| Derrota | 14-5 (1) | Jordan Mein             | Decisão (unânime)                     | UFC on Fox: Alvarez vs. Poirier II          | 28/07/2018 | 3     | 5:00  | Calgary, Alberta             |                                                                                            |
| Vitória | 14-4 (1) | Josh Burkman            | Finalização (guilhotina)              | UFC Fight Night: Cowboy vs. Medeiros        | 18/02/2018 | 1     | 2:12  | Austin, Texas                |                                                                                            |
| Derrota | 13-4 (1) | Keita Nakamura          | Decisã (dividida)                     | UFC Fight Night: Saint Preux vs. Okami      | 23/09/2017 | 3     | 5:00  | Saitama                      |                                                                                            |
| NC      | 13-3 (1) | Niko Price              | Sem Resultado (mudado)                | UFC Fight Night: Bermudez vs. Korean Zombie | 04/02/2017 | 2     | 5:00  | Houston, Texas               | Originalmente vitória por nocaute de Price; mudado após ele testar positivo para cannabis. |
| Vitória | 13-3     | James Moontasri         | Decisão (unânime)                     | UFC on Fox: VanZant vs. Waterson            | 17/12/2016 | 3     | 5:00  | Sacramento, California       |                                                                                            |
| Vitória | 12-3     | Kyle Noke               | Decisão (dividida)                    | UFC 195: Lawler vs. Condit                  | 02/01/2016 | 3     | 5:00  | Las Vegas, Nevada            | Estreia no UFC.                                                                            |
| Vitória | 11-3     | Derrick Krantz          | Finalização (guilhotina)              | Legacy FC 49                                | 04/12/2015 | 1     | 4:29  | Bossier City, Louisiana      | Ganhou o Cinturão Meio Médio do LFC.                                                       |
| Vitória | 10-3     | Valdir Araújo           | Nocaute (soco)                        | Legacy FC 44                                | 28/08/2015 | 3     | 2:18  | Houston, Texas               | Volta aos Meio-Médios.                                                                     |
| Vitória | 9-3      | Marcus Andrusia         | Nocaute Técnico (socos e cotoveladas) | Legacy FC 42                                | 26/06/2015 | 1     | 3:18  | Lake Charles, Louisiana      |                                                                                            |
| Vitória | 8-3      | Rashid Abdullah         | Finalização (triângulo)               | Fury Fighting 4                             | 13/02/2015 | 1     | 1:36  | Humble, Texas                |                                                                                            |
| Vitória | 7-3      | Larry Hopkins           | Nocaute Técnico (socos)               | Fury Fighting 2                             | 24/10/2014 | 1     | 0:44  | Humble, Texas                | Estreia nos Médios.                                                                        |
| Derrota | 6-3      | Diego Henrique da Silva | Nocaute Técnico (socos)               | Legacy FC 31                                | 13/06/2014 | 1     | 1:55  | Houston, Texas               |                                                                                            |
| Vitória | 6-2      | Rashid Abdullah         | Desqualificação (mordida ilegal)      | Texas City Throwdown 1                      | 14/03/2014 | 3     | 0:10  | Texas City, Texas            |                                                                                            |
| Derrota | 5-2      | Rob Wood                | Decisão (dividida)                    | Fury Fighting 1                             | 01/11/2013 | 3     | 5:00  | Humble, Texas                |                                                                                            |
| Vitória | 5-1      | Brandon Farran          | Finalização (chave de braço)          | Legacy FC 18                                | 01/03/2013 | 1     | 1:16  | Houston, Texas               |                                                                                            |
| Vitória | 4-1      | Rashon Lewis            | Nocaute Técnico (socos)               | Legacy FC 10                                | 21/02/2012 | 1     | 4:02  | Houston, Texas               |                                                                                            |
| Vitória | 3-1      | Evert Gutierrez         | Decisão (unânime)                     | Legacy FC 8                                 | 16/09/2011 | 3     | 5:00  | Houston, Texas               |                                                                                            |
| Derrota | 2-1      | Jeff Rexroad            | Decisão (dividida)                    | Legacy FC 6                                 | 09/04/2011 | 3     | 3:00  | Houston, Texas               |                                                                                            |
| Vitória | 2-0      | Mark Garcia             | Finalização (chave de braço)          | Legacy FC 5                                 | 29/01/2011 | 1     | 0:41  | Houston, Texas               |                                                                                            |
| Vitória | 1-0      | Jose Castro             | Finalização (chave de braço)          | Triple A: Promotions                        | 02/12/2010 | 1     | 0:21  | Laredo, Texas                |                                                                                            |